# 聯合國安全理事會第2105號決議
聯合國安全理事會第2105號決議于2013年6月5日一致通过。本决议认定大规模毁灭性武器及其运载工具的扩散继续威胁国际和平与安全，决定把第1929(2010)号决议第29段规定的专家小组任务期限延至2014年。